# Fort-Kochi-Strand
Der Fort-Kochi-Strand ist ein rund 800 Meter langer Strand entlang des Arabischen Meeres im Bundesstaat Kerala im Süden Indiens. Er grenzt an den alten Stadtkern von Kochi (Fort Kochi) an. Ein Teil des Strandes ist für Besucher nicht zugänglich, da er unter der Kontrolle der indischen Marine steht. Der Strand bietet einen guten Blick auf die Hafenanlagen von Kochi und auf die ein- und auslaufenden Schiffe.

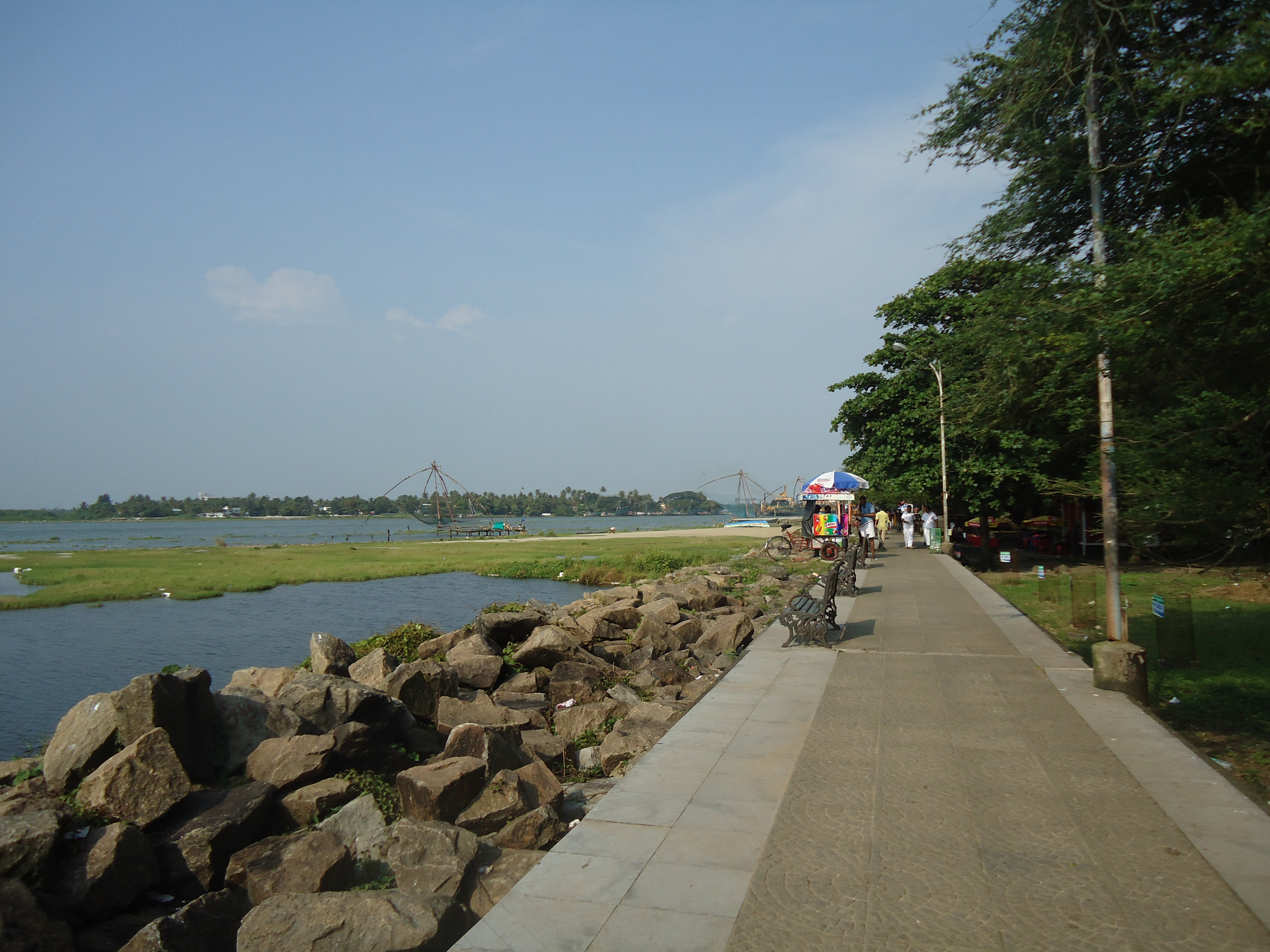
Promenade Fort-Kochi-Strand
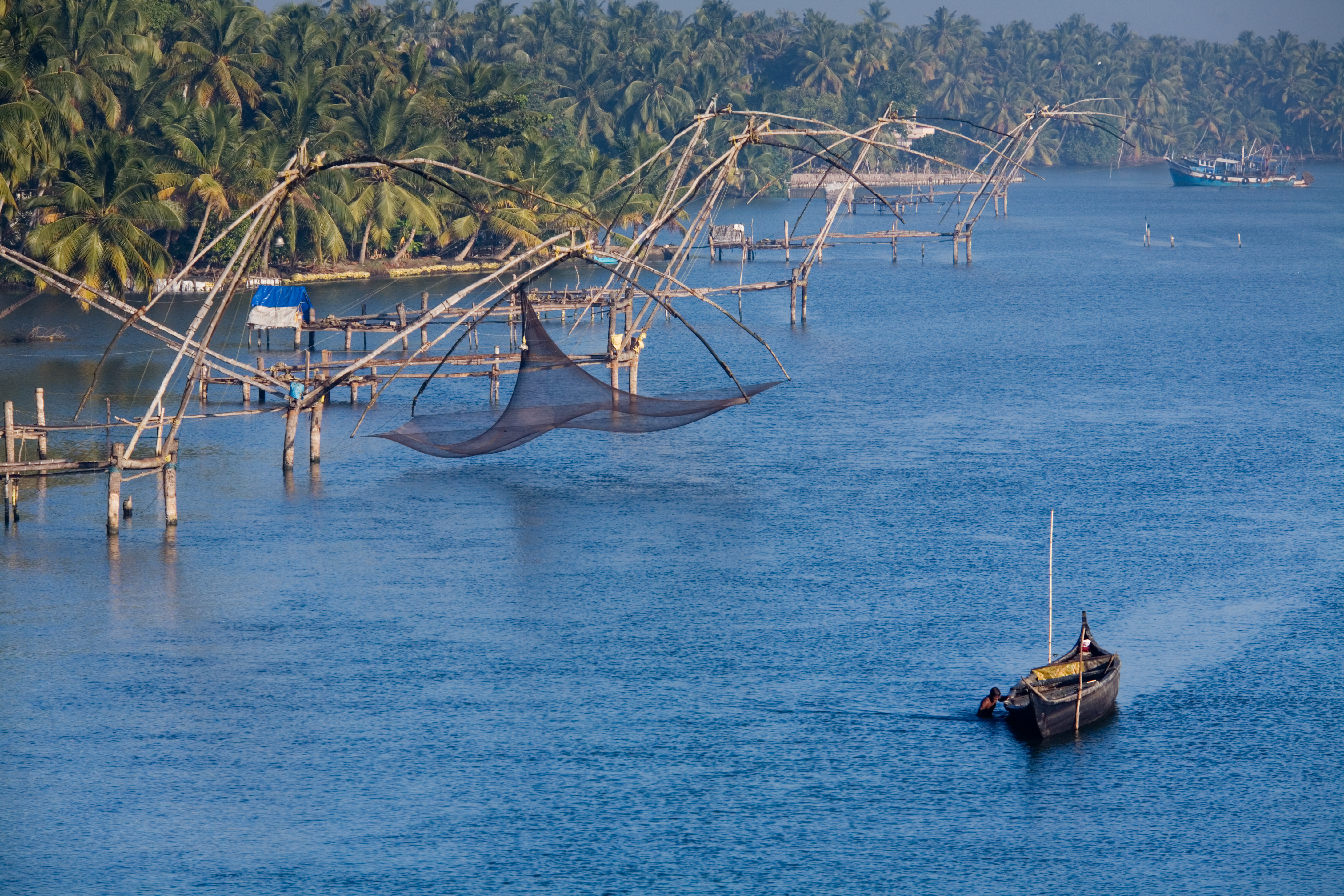
Chinesische Fischernetze
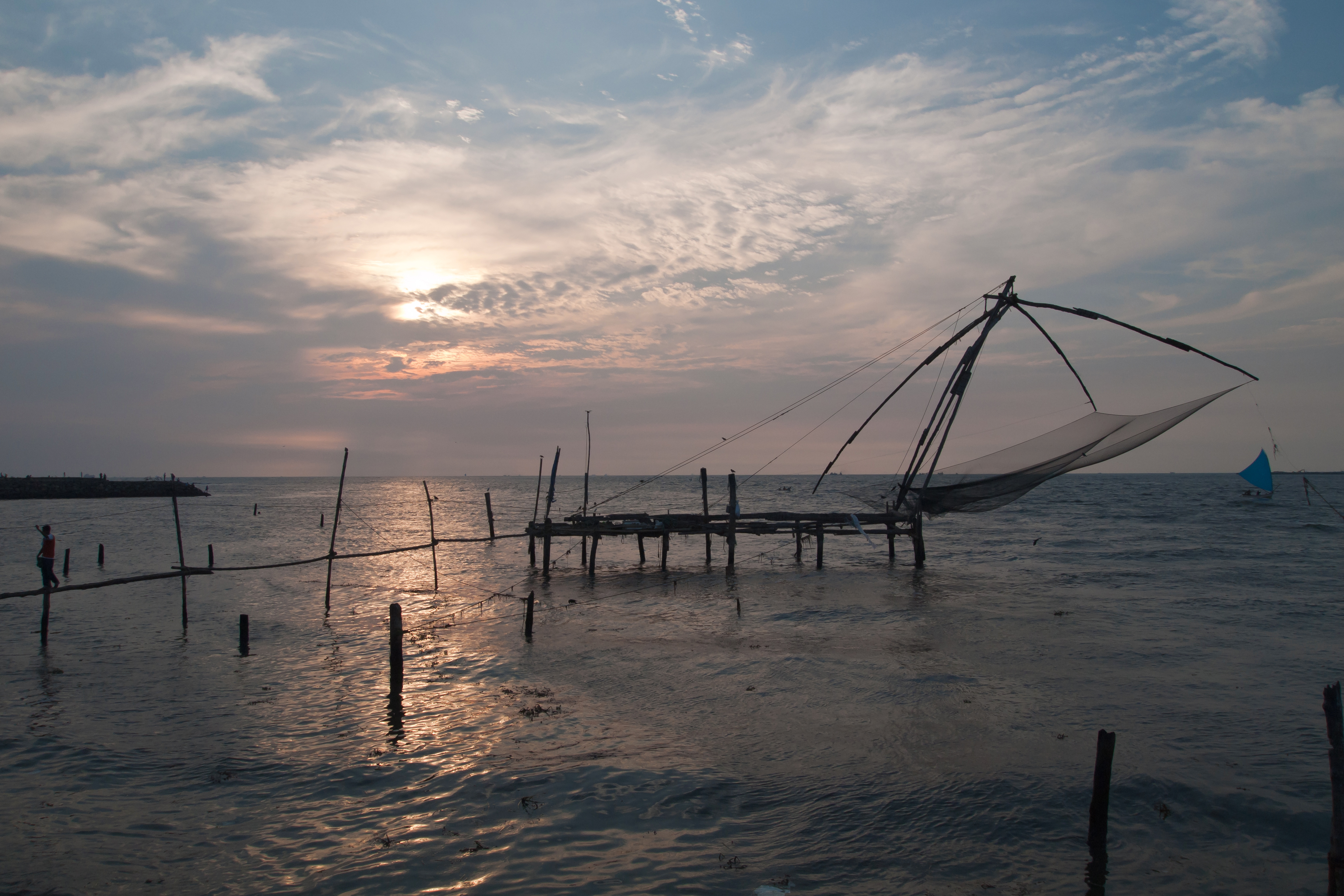
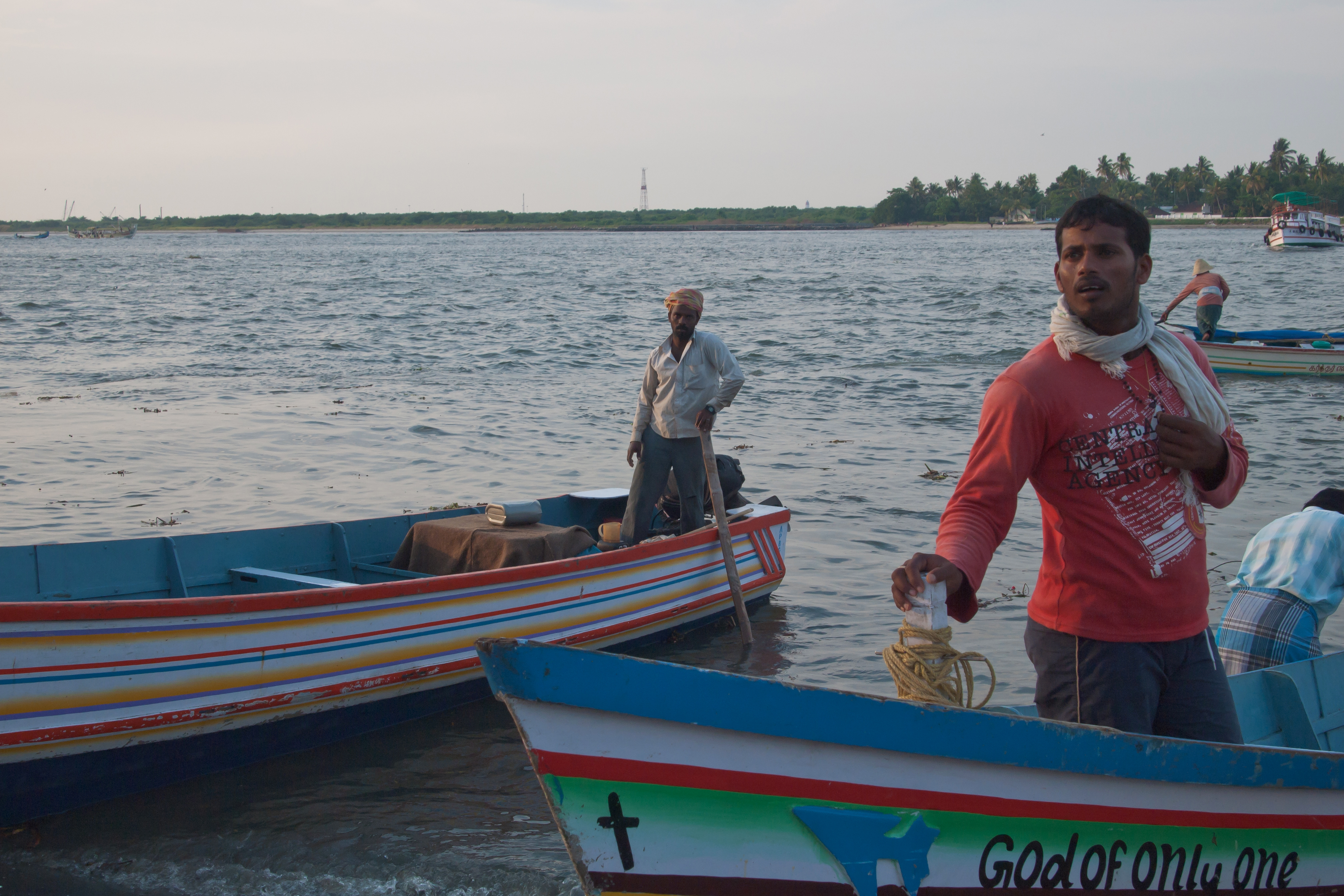
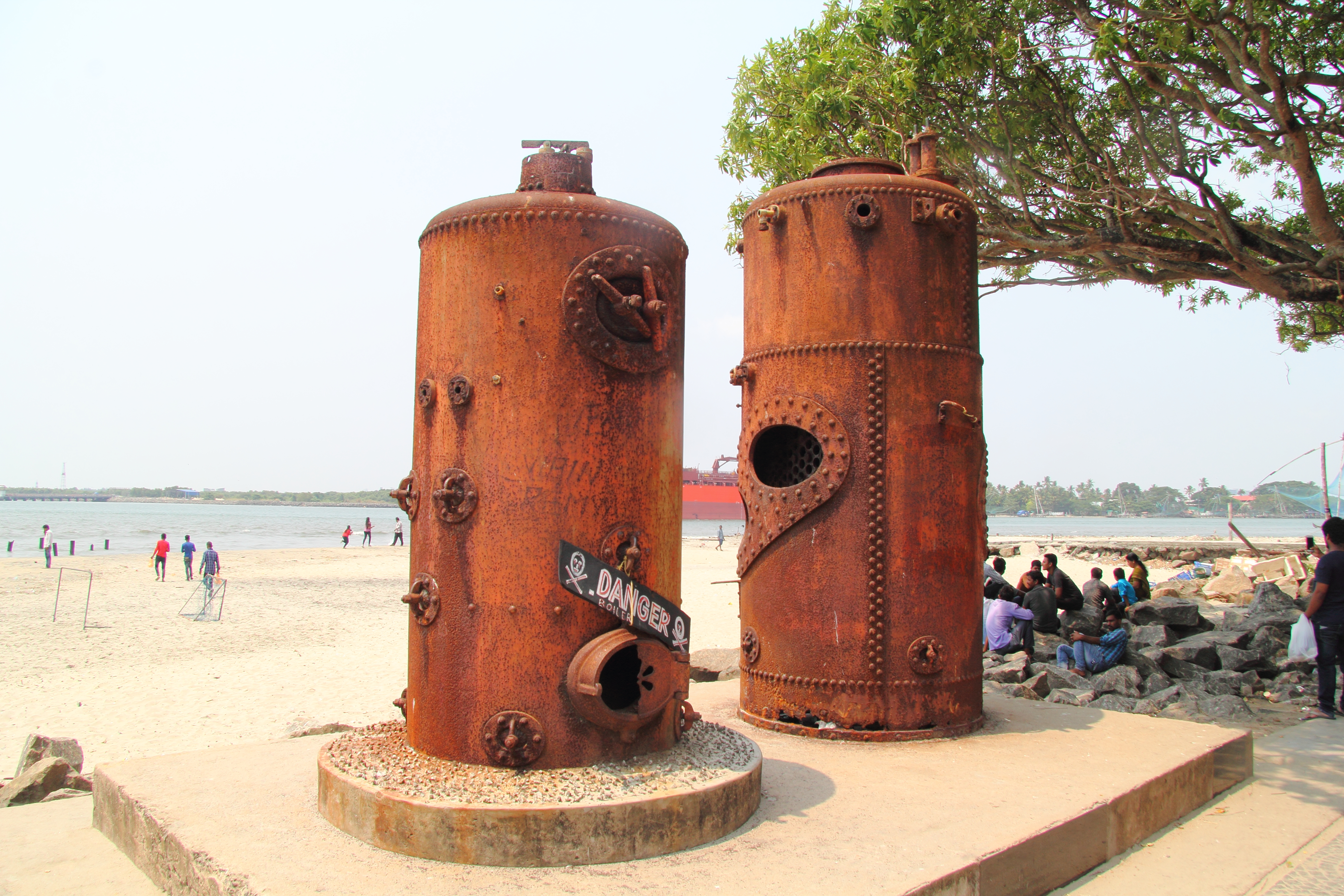
Historische Gaskessel am Strand von Fort Kochi

Das Wahrzeichen des Fort-Kochi-Strandes sind die berühmten Chinesischen Fischernetze, die bereits im 13. Jahrhundert dort errichtet wurden. Die schweren Holzkonstruktionen, an denen Netze hängen, werden vor allem bei Hochwasser genutzt und sind auf einer Länge von 500 Metern installiert. Es ist eine der Hauptattraktionen von Kerala, die Touristen aus fernen Ländern anlockt, um den Fischern bei der Arbeit an den 10 Meter hohen hölzernen Netzauslegern zuzusehen. Gleich neben den Fangnetzen werden die Fische weiterverarbeitet und verkauft.
An der Strandpromenade kann der Besucher die Reste des Fort Emmanuel sehen, der von den Portugiesen erbauten ersten europäischen Festung in Indien. Die meisten der Festungswälle waren bereits im 19. Jahrhundert abgebaut, ihr Verlauf kann heute an einer Reihe von mittlerweile sehr hoch gewachsenen Regenbäumen nachverfolgt werden.

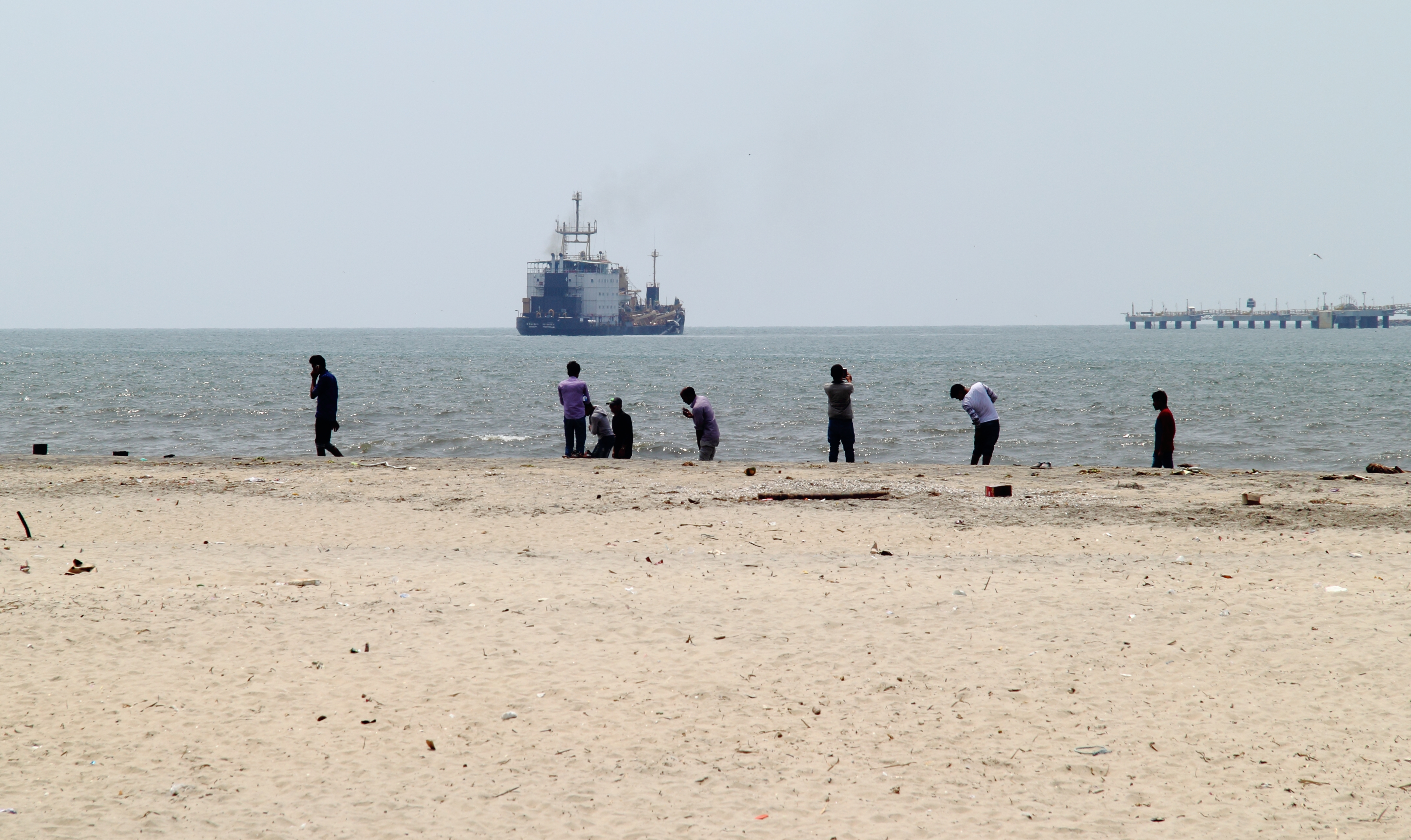
Blick vom Strand auf die Hafenausfahrt
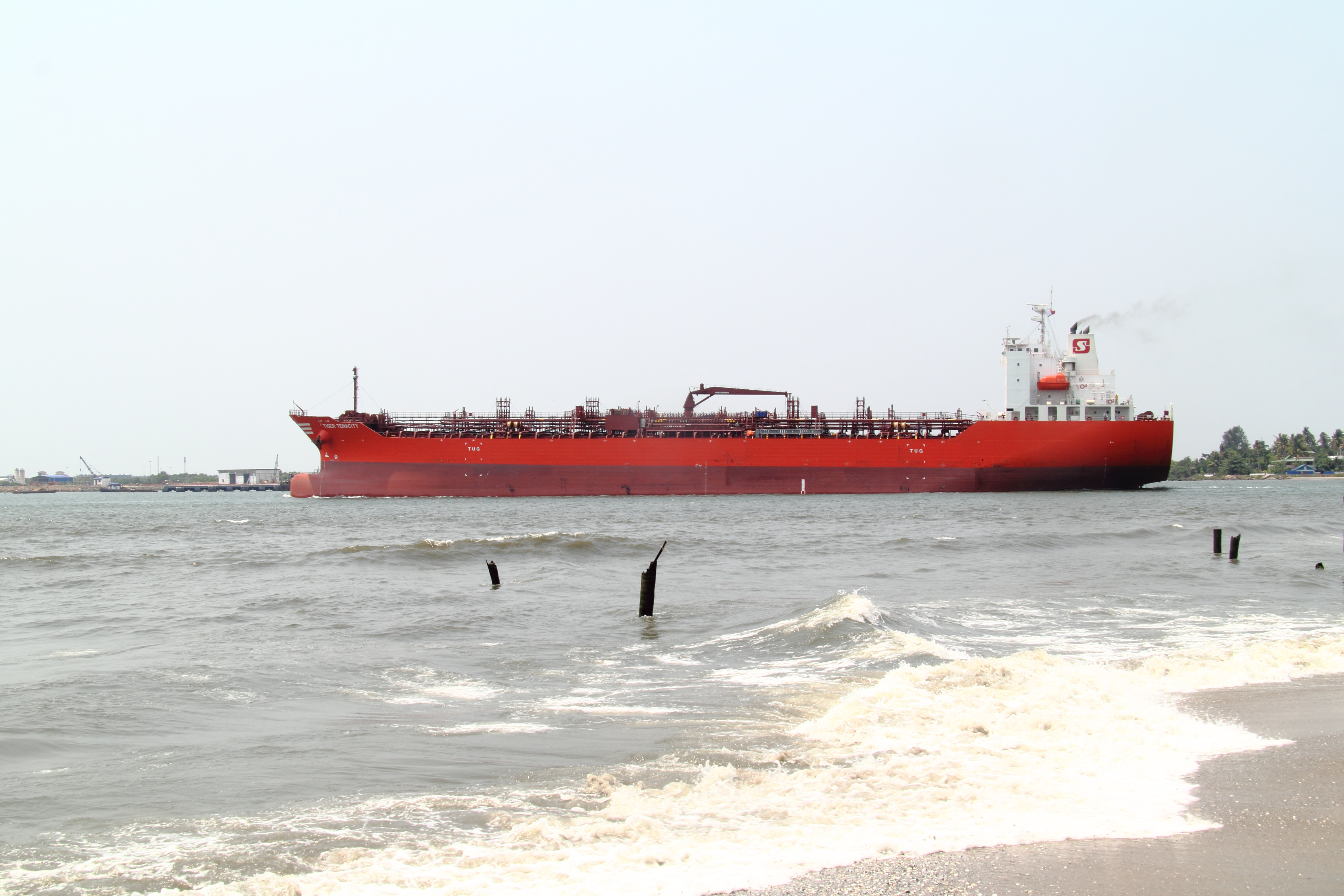
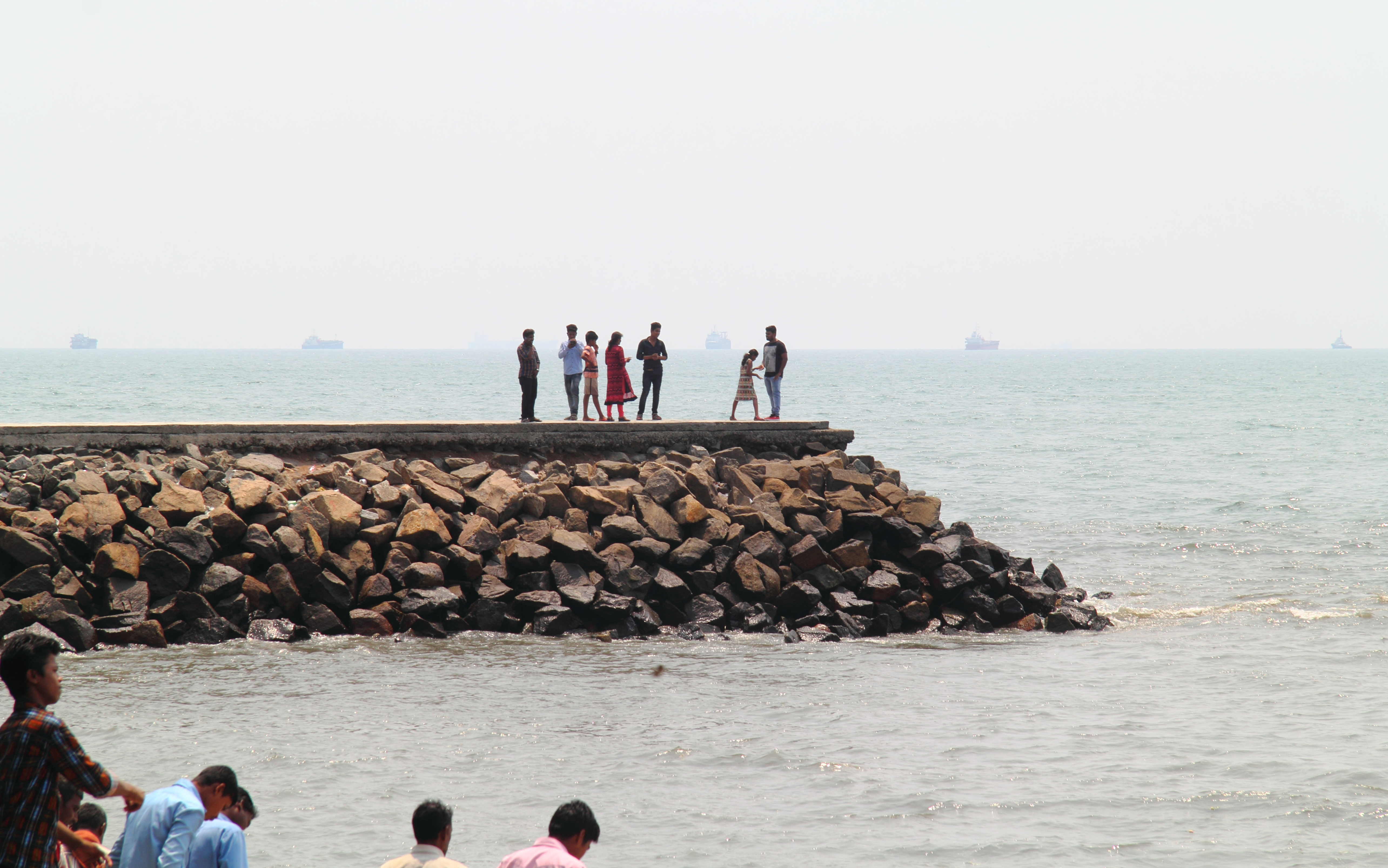